# Théobald d'Arles
Théobald d'Arles ou Thibaud d'Arles (ou Thédobald, Théotbald) né vers 860 et mort vers 895, ou Thibaut d'Arles, est le fils de Hucbert (vers 830 - Orbe 864/866) dit d'Arles, abbé de Saint-Maurice en Valais. Il appartient à la famille des Bosonides qui constitue la première maison de Bourgogne. 

## Biographie

### Un bosonide, cousin de Boson roi de Provence
Théobald est déjà comte d'Arles en juillet 879 et se trouve parmi les Bourguignons de l'entourage de Boson, initialement duc, puis après le coup d'État du 15 octobre 879 roi de Provence ; ce Boson est également son parent et plus précisément son cousin germain. 

### Conflits contre les Carolingiens
Après le coup d'État de Mantaille, le parti de Boson doit faire face à une coalition des Carolingiens. 
Avec son allié et beau-frère Hugues bâtard de Lothaire, dit Hugues le bâtard, Théobald est pourchassé par les troupes royalistes. Toutefois Hubert réussit à échapper aux troupes carolingiennes avant la bataille que livre seul Théobald. Les Annales de Saint-Vaast évoquent ce choc entre les troupes de Théobald et celles conjointes d'une armée germanique et de Francie occidentale ; il est dit qu'en 880 à la bataille contre Bosonem tyrannum (le tyran Boson), Teutbaldum filium Hucberti (Théobald, fils de Hucbert) est gravement blessé par Heinricus, personnage que René Poupardin identifie à Henri d'Alémanie ou au margrave Henri et la Foundation for Medieval Genalogy (FMG) à Henri marquis de Neustrie, différentes dénominations du même personnage. Le bruit de sa mort se répand même. Selon Jean-Pierre Poly qui apporte quelques précisions, cette bataille a lieu près d'Attigny dans les Ardennes, ce qui est également suggéré dans les Annales de Saint-Bertin. Blessé, Théobald se réfugie probablement en Bourgogne où on le retrouve à la fin juin-début juillet 880.
En 883, il figure toujours parmi les comtes qui soutiennent la nouvelle rébellion de Hugues. Mais après la défaite définitive de ce dernier en 885 et les actes de représailles contre ses partisans, Théobald s'enfuit probablement en Provence dans les états de son parent Boson.

### Dernières années
Sa présence est attestée dans cette région, après la mort de Boson, dans un plaid tenu dans une localité du nom de « Asine-villa », à l'époque où Charles le Gros a autorité en Provence. Cette charte est le dernier document que l'on possède de lui.
La date de sa mort est incertaine, soit juin 887, soit 895. Sa femme Berthe se remarie après 895 ou entre 890/898 avec Adalbert, marquis de Toscane. Quoi qu'il en soit, il meurt avant 898, date où sa veuve Berthe apparaît être déjà mariée à Adalbert.

## Généalogie
Théobald épouse vers 879/880, Berthe, une fille illégitime de Lothaire avec qui il a les enfants :
- Hugues d'Arles (vers 882 - † 947), comte de Provence et roi d'Italie ;
- Boson d'Arles (vers 885 - † après 936), comte de Provence ;
- Teutberge d'Arles (880/887 – † av. sept. 948) ;
- une fille († ap. 924)[24].

```
 
Hucbert
 (fils de 
Boson l'Ancien
) (?-?), 
abbé de Saint-Maurice en Valais
. 
 (cf. 
Bosonides
)

 └─ép. X
   │
   └─
Théobald d'Arles
 
 (cf. 
Bosonides
)

     └─ ép.
Berthe, fille de Lothaire
 
II
 (?-†
925
).
        │ 
        ├─
Hugues d'Arles
 (v.
882
-†
947
), 
comte d'Arles
, 
roi d'Italie
 (
924
-
945
). 
(cf. 
Bosonides
)

        ├─
Boson d'Arles
 (
885
-†
936
) dit aussi 
Boson
 
VI
 de Provence 
(cf. 
Bosonides
)
 
        ├─
Teutberge d'Arles
 (v.
880
/
890
-†av. sept. 
948
)         │ 
        └─Fille X († ap. 924)
```